# 煙草を吸う男

『煙草を吸う男』（たばこをすうおとこ、仏: Le Souffleur à la pipe、英: Smoker）は、17世紀フランスの巨匠ジョルジュ・ド・ラ・トゥールが1646年にキャンバス上に油彩で制作した風俗画である。1985年12月にパリで競売に付され、東京の八王子市にある東京富士美術館に購入された。現在、同美術館に展示されている。なお、ナンシーのロレーヌ歴史博物館には、この絵画の複製が所蔵されている。

## 作品
煙草を吸う男の主題の作品は、1640年代末にラ・トゥールとその工房で何点も制作された。1935年に発見されたそのうちの1点はドール・コレクションに属していたが、ネジェール・コレクションに収められた後、ドイツ人がナチスの指導者ヘルマン・ゲーリングのために購入した。作品は第二次世界大戦後、フランスに戻り、ロレーヌ歴史博物館に収蔵された。この作品は発見当時、ラ・トゥールの作品と思われていたが、画家自身の手になるものではない。
一方、本作は、1973年に研究者のピエール・ロザンベールとフランソワ・マセ・ド・レピネが「後期の」、「画家自身の手によるコピー」として発表したもので、ラ・トゥールの署名が入っている。フランスではプレス・キャンペーンが盛んに行われたが、購入者は現れず、1985年12月にパリで競売にかけられた際、東京富士美術館に購入された。
ラ・トゥールのオリジナル作品は世界に約40点しか現存していない。本作は、日本国内に所蔵される2点のうちの1点である (もう1点は国立西洋美術館蔵の『聖トマス』）。ロザンベールとクリストファー・ライトは、汚れていた画面に洗浄を施した後のこの作品を実見し、ラ・トゥールの最上の作例であるという点で見解が一致した。ジャック・テュイリエをはじめ、その他の研究者の意見も同様である。ただし、ライトを除くほとんどの研究者が、彼の息子エティエンヌとの共同制作の可能性を指摘している。本作は鋭い写実主義とカラヴァッジョ流の劇的なキアロスクーロによって特徴づけられ、煙草を吸うという風俗画の主題が宗教画のような深い精神性で表現されている。